# Eutrichosiphum shiicola
Eutrichosiphum shiicola är en insektsart. Eutrichosiphum shiicola ingår i släktet Eutrichosiphum och familjen långrörsbladlöss. Inga underarter finns listade i Catalogue of Life.